# Lotus 98T
Lotus 98T — гоночный автомобиль Формулы-1, выступавший в сезоне 1986 года.

## История
Lotus 98T стал развитием Lotus 97T 1985 года. Из четырёх шасси, которые были построены, три были предназначены для лидера команды Айртона Сенны, который проводил второй год с командой Lotus, а ещё одно его товарищу по команде Джонни Дамфризу.
Шасси, разработанное Жераром Дюкаружем и Мартином Огилви, отличалось более низким профилем, чем предшественник, так как было введено ограничение на количество топлива — 195 литров.
На машине среднемоторной компоновки был установлен новый 6-цилиндровый V-образный турбированный двигатель Renault EF15B, объёмом 1500 cm³ с углом развала 90° и турбокомпрессором на каждом блоке, создающими избыточное давление топливовоздушной смеси от 4 до 5,5 бар. В зависимости от давления, максимальная мощность двигателя достигала 1200—1300 л.с.
Коробка передач была двух вариантов: обычная, пятиступенчатая и шестиступенчатая. Последняя была недостаточно надежная, поэтому Сенна использовал пятиступенчатую, а Дамфризу поручили тестирование новинки. Внутренние части обеих коробок были изготовлены фирмой Hewland.
Другими отличительными особенностями модели были: двухступенчатая регулировка высоты шасси, впрыск воды в интеркулеры, дефлекторы перед боковыми понтонами(bargeboard) и продвинутый (по тем временам) микрокомпьютер расхода топлива.
В паддоке ходили слухи о несоответствии конструкции Lotus 98T правилам, но официального протеста так никто и не подал.

## Результаты в гонках
| Легенда к таблице |                                                                    |
| --- | ------------------------------------------------------------------ |
| В таблице перечислены результаты всех Гран-при Формулы-1, в которых использовался автомобиль. Строками таблицы являются сезоны, столбцами — этапы чемпионата мира. В каждой клетке указаны сокращённое название этапа и результат, дополнительно обозначенный цветом. Расшифровка обозначений и цветов представлена в нижеследующей таблице. |                                                                    |
| \| Пример \| Описание \| \| ------------ \| ------------------------------------------------------------------ \| \| 1 \| Победитель \| \| 2 \| Второе место \| \| 3 \| Третье место \| \| 5 \| Финишировал, заработав очки \| \| Сход \| Не финишировал, но при этом заработал очки \| \| 12 \| Финишировал, не получив очков \| \| НКЛ \| Финишировал, но не попал в финальную классификацию \| \| 15 \| Участвовал вне зачёта, либо по отдельной классификации \| \| 18 \| Не финишировал, но попал в финальную классификацию \| \| Сход \| Не финишировал \| \| НКВ \| Не прошёл квалификацию \| \| НПКВ \| Не прошёл предквалификацию \| \| ДСК \| Дисквалифицирован \| \| ИСК \| Исключён из протокола соревнований \| \| ТТ \| Заявлен для участия только в тренировках \| \| НС \| Участвовал в квалификации, но не стартовал в гонке \| \| Т \| Травмирован или болен \| \| ОТК \| Отказ от участия \| \| НТР \| Прибыл на соревнования, но на трассу не выезжал \| \| НПР \| Был заявлен в числе участников, но не прибыл к началу соревнований \| \| О \| Соревнования отменены \| \| \| Не участвовал \| \| Поул-позиция \| \| \| Быстрый круг \| \| |                                                                    |
| Пример | Описание                                                           |
| 1 | Победитель                                                         |
| 2 | Второе место                                                       |
| 3 | Третье место                                                       |
| 5 | Финишировал, заработав очки                                        |
| Сход | Не финишировал, но при этом заработал очки                         |
| 12 | Финишировал, не получив очков                                      |
| НКЛ | Финишировал, но не попал в финальную классификацию                 |
| 15 | Участвовал вне зачёта, либо по отдельной классификации             |
| 18 | Не финишировал, но попал в финальную классификацию                 |
| Сход | Не финишировал                                                     |
| НКВ | Не прошёл квалификацию                                             |
| НПКВ | Не прошёл предквалификацию                                         |
| ДСК | Дисквалифицирован                                                  |
| ИСК | Исключён из протокола соревнований                                 |
| ТТ | Заявлен для участия только в тренировках                           |
| НС | Участвовал в квалификации, но не стартовал в гонке                 |
| Т | Травмирован или болен                                              |
| ОТК | Отказ от участия                                                   |
| НТР | Прибыл на соревнования, но на трассу не выезжал                    |
| НПР | Был заявлен в числе участников, но не прибыл к началу соревнований |
| О | Соревнования отменены                                              |
| | Не участвовал                                                      |
| Поул-позиция |                                                                    |
| Быстрый круг |                                                                    |

| Год  | Шасси     | Двигатель            | Шины | Пилоты  | 1   | 2    | 3    | 4   | 5    | 6    | 7   | 8    | 9    | 10   | 11  | 12   | 13   | 14  | 15   | 16   | Место | Очки |
| ---- | --------- | -------------------- | ---- | ------- | --- | ---- | ---- | --- | ---- | ---- | --- | ---- | ---- | ---- | --- | ---- | ---- | --- | ---- | ---- | ----- | ---- |
| 1986 | Lotus 98T | Renault EF15B V6 1,5 | G    |         | БРА | ИСП  | САН  | МОН | БЕЛ  | КАН  | ДЕТ | ФРА  | ВЕЛ  | ГЕР  | ВЕН | АВТ  | ИТА  | ПОР | МЕК  | АВС  | 3     | 58   |
| 1986 | Lotus 98T | Renault EF15B V6 1,5 | G    | Дамфриз | 9   | Сход | Сход | НКВ | Сход | Сход | 7   | Сход | 7    | Сход | 5   | Сход | Сход | 9   | Сход | 6    | 3     | 58   |
| 1986 | Lotus 98T | Renault EF15B V6 1,5 | G    | Сенна   | 2   | 1    | Сход | 3   | 2    | 5    | 1   | Сход | Сход | 2    | 2   | Сход | Сход | 4   | 3    | Сход | 3     | 58   |